# Villia Annalis
La lex Villia Annalis va ser una antiga llei romana que establia l'edat mínima en la qual determinades magistratures es podrien exercir; això ja havia estat regulat per diverses lleis o reglaments interns que no s'observaven o eren incomplets; no solament es limitava l'edat, sinó que en alguns casos per exercir alguna magistratura calia haver-ne exercit prèviament una altra; regulava també les reeleccions o més concretament els terminis entre cada elecció (dos anys o més). La llei Villia Annalis o Víl·lia Annal va ser un compendi de totes les normes. La va proposar Luci Vil·li Annal (que després, per aquesta llei, va agafar el cognomen d'Annal), tribú de la plebs, l'any 179 aC, quan eren cònsols Luci Manli Acidí Fulvià i Quint Fulvi Flac.
La llei regulava principalment l'edat mínima per l'exercici de cada magistratura, però el senat podia concedir com a privilegi dispensar aquest fet com en els casos de Publi Corneli Escipió Emilià Africà Menor, Gai Màrius, Gneu Pompeu Magne, Octavi (August) i més tard membres de la família imperial.
Les edats que la llei determinava eren:
- Per la qüestura: 26 anys
- Per l'edilitat: 37 anys
- Per el tribunat de la plebs: 30 anys
- Per la censura: 40 anys
- Per el consolat: 42 anys.[1]